# 加藤里奈
加藤 里奈（かとう りな、1991年4月18日 - ）は、日本のファッションモデル、NHK名古屋放送局契約キャスター・ディレクター。セントラルジャパン所属。ピチレモン専属モデル卒業生。愛称はカトリーナ。

## 経歴
愛知県立昭和高等学校、南山大学卒業。
2013年春から、NHK名古屋放送局｢ウィークエンド中部｣で自身のコーナー｢カトリーナのトレンド探偵｣がスタートしたのを皮切りに、在名局の番組に出演。
2019年9月24日の中日ドラゴンズ対横浜DeNAベイスターズ戦（ナゴヤドーム）、2024年9月11日の中日ドラゴンズ対東京ヤクルトスワローズ戦（バンテリンドーム ナゴヤ）で始球式を行っている。
2020年、全国の好きなDJランキングで10位を獲得した。

## 人物
- 趣味：スポーツ観戦（中日ドラゴンズ）[8][1]
- 特技：ダンス、トロンボーン[8][1]
- 資格：高校教員一種免許（公民）、博物館学芸員、図書館司書、漢字検定3級、英検3級、珠算2級、暗算2級、第一種普通自動車免許、野球知識検定5級、ランニング食学検定3級、日本化粧品検定3級、パーソナルカラー実務検定3級、骨格診断アドバイザー検定3級、日本ラーメン検定 ラーメニスト、ナチュラルビューティスタイリスト、美術検定4級[8]

## 出演

### テレビ
- ウィークエンド中部（NHK名古屋） - カトリーナのトレンド探偵のコーナー担当
- まるっと!（NHK名古屋） - カトリーナのまるっとミュージアムのコーナー担当
- さらさらサラダ（NHK名古屋）
- なるほどプレゼンター!花咲かタイムズ（CBCテレビ）
- 女子ドラ（テレビ愛知）
- 来る来るミラクル（CBCテレビ）
- ひまわりネットワーク
- 金とく アノコロTV (2020年6月5日、9月12日、NHK名古屋）

### ラジオ
- 夕刊 ゴジらじ（NHK名古屋）
- Dera Dera（FM愛知）
- SONIC FUN RADIO（ZIP-FM）
- メガワールド Top Hits 10（エフエムとよた制作局・FMおかざき）
- ドラ魂キング（CBCラジオ、2019年6月21日 - ）
- カトリーナの全部全力!（CBCラジオ、2020年4月5日 - ）
- CBCドラゴンズナイター（CBCラジオ） - スタジオ応援団（火曜日担当）

### CM
- 芝政ワールド
- 大塚製薬 ポカリスエット イオンウォーター「座りっぱなし女子Collection」篇
- 魚太郎